# 林希元
林希元（1481年—1565年），字茂貞，號次崖，福建泉州府同安縣翔風里人，明朝官員、学者。与陳琛、張岳三人并称“泉州三狂”。

## 生平
成化十七年（1481年）九月三十日出生，正德十一年（1516年）考中福建鄉試第四十四名舉人，正德十二年（1517年）聯捷丁丑科三甲177名進士，戶部觀政，授南京大理寺評事，升寺副。明世宗登基，林希元上《新政八要》疏，倡行新政，得到採納，升南京大理寺正。嘉靖二年（1523年），因忤逆寺卿遭劾，貶泗州判官。逢江北飢荒，他主持賑災，悉心賑濟各地，救活者無數。起復大理寺副，出為廣東按察司僉事，提調學政，嘉靖八年（1529年）三月上《荒政叢言》。嘉靖九年（1530年）八月，升任南京大理寺右寺丞。嘉靖十三年（1534年）三月，因敬一箴碑亭怠緩，失於督察，被逮問，後事白得釋。嘉靖十四年（1535年），因處理遼東兵變之事，與夏言意見相左，被謫欽州知州，在任三年。嘉靖十九年（1540年），安南莫登庸屢犯邊境，林希元主戰，授廣東按察司僉事，分巡海北兼管珠池兵備。亂平，林希元因上疏抨擊夏言等，嘉靖二十年（1541年）正月以考察被黜歸里。嘉靖四十四年（1565年）卒，年八十五。

## 著作
林希元一生的著作豐富，有《易經存疑》、《四書存疑》、《古文類抄》、《新政八要》、《王政附言》、《荒政叢言》、《程文繩尺》等，計141卷。

## 名言
自古聖賢之言學也，咸以躬行實踐為先，識見言論次之。

## 墓葬及紀念
林希元墓位於廈門市同安區西柯街道豪嶺坑內村北。
林希元祠堂（林公祠）位於廈門市同安區同安孔廟內西南側。
遷台後代於台灣彰化縣芳苑鄉王功村設林希元祖廟。

## 家族
曾祖林乞奴。祖父林聰明。父林應彬。母鄭氏。永感下。兄林株、弟林椿、林焰。